# Maite Pagazaurtundúa
María Teresa (Maite) Pagazaurtundúa Ruiz (ur. 11 lutego 1965 w San Sebastián) – hiszpańska filolog, polityk i działaczka społeczna działająca w Kraju Basków, deputowana do Parlamentu Europejskiego VIII i IX kadencji.

## Życiorys
Ukończyła studia z zakresu języka hiszpańskiego i baskijskiego na Universidad de Deusto w Bilbao. Pracowała jako urzędniczka w baskijskim ministerstwie edukacji, a także jako tłumaczka. Zaangażowała się w działalność polityczną w ramach Socjalistycznej Partii Kraju Basków – Baskijskiej Lewicy. W latach 1993–1998 była posłanką do regionalnego parlamentu. Od 1999 do 2007 była radną Urniety.
Zaangażowała się w działalność społeczną na rzecz praw i wolności obywatelskich. W 1999 znalazła się wśród założycieli organizacji ¡Basta Ya!, zaangażowanej w przeciwdziałanie terroryzmowi głównie ze strony ETA, wyróżnionej w 2000 Nagrodą Sacharowa. Cztery lata później jej również zaangażowany w działalność tej organizacji brat Joseba Pagazaurtundúa został zamordowany przez terrorystów z ETA. W 2005 Maite Pagazaurtundúa stanęła na czele Fundacji Ofiar Terroryzmu, którą kierowała do 2012. Jest autorką książki biograficznej Los Pagaza (Madryt, 2004) oraz powieści El viudo sensible y otros secretos (Barcelona, 2005).
W 2013 dołączyła do ugrupowania Związek, Postęp, Demokracja. W 2014 z ramienia tej partii została wybrana na eurodeputowaną VIII kadencji. W 2019 w ramach porozumienia między centrystami otrzymała drugie miejsce na liście wyborczej Obywateli; z powodzeniem ubiegała się wówczas o reelekcję w wyborach do PE.